# 水久保澄子
水久保 澄子（みずくぼ すみこ、1916年10月10日 - 没年不明）は、日本の女優である。松竹蒲田撮影所、日活多摩川撮影所に所属した。本名は荻野 辰子（おぎの たつこ）。愛称はミミ。

## 人物・来歴
1916年（大正5年）10月10日、東京府荏原郡目黒村（現在の東京都目黒区）上目黒日向に生まれる。洗足高等女学校を家庭の事情で中退後の1930年7月、東京松竹楽劇部（のちの松竹歌劇団）に入団（第6期生）。同期に同じく女優となった逢初夢子や大塚君代、渋谷正代がいる。1932年1月、大塚君代や渋谷正代ら七人と優秀新人グループとして結成されたジェルモン・シスターズに加えられ、レヴューに活躍するが、同年4月、映画界入りを希望し松竹蒲田撮影所に採用される。なお、逢初は二カ月早くに同所へ入社していた。

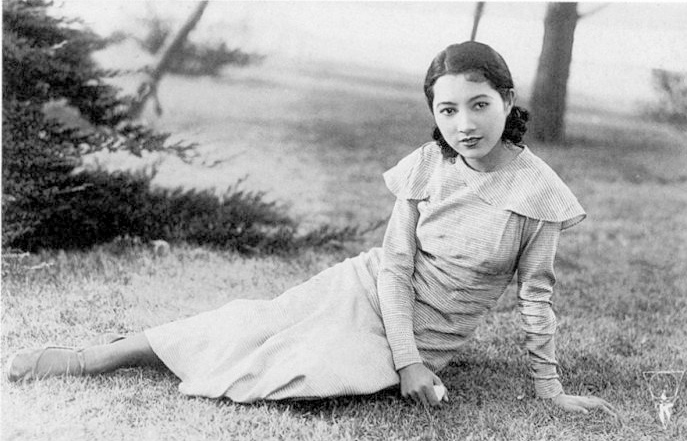
1932年当時の水久保澄子

それから間もなく成瀬巳喜男の『蝕める春』（1932年）に出演し三女役を演じ、次女を演じた逢初と共に評価を高めた。次いで出演した島津保次郎の『嵐の中の処女』（1932年）でアイドル的な人気を獲得。以後も立て続けに『チョコレート・ガール』（成瀬・1932年）、『君と別れて』（成瀬・1933年）などに主演した。また『非常線の女』（小津安二郎・1933年）ではレコード店の店員・和子役を演じて、主演の田中絹代にひけを取らない存在感を示した。
1934年3月に松竹蒲田から松竹下加茂撮影所に移り、林長二郎主演の時代劇『月形半平太』に出演するが、突然自殺未遂事件を起こし、1934年6月にはダンサーをしていた水久保の姉の田川清子と一緒に日活多摩川に電撃移籍してしまう。この事件は当時マスコミの格好の餌食となり、興味交じりのゴシップとして大々的に報道された。
スキャンダルにめげず『若夫婦試験別居』（阿部豊・1934年）に主演、さらに滝口新太郎との共演『巌頭の処女』などハイペースで映画に出続けるが、1935年9月、『緑の地平線』（阿部豊・1935年）撮影中にフィリピンから留学してきた慈恵医大の医学生を名乗るバレンティン・エディ・タンフツコと電撃結婚、作品を途中降板し渡航してしまう。怒った日活は水久保を解雇後（姉も同時に退社）、代役に星玲子を立てる。水久保とは松竹蒲田時代から知り合いだったこの男は、南洋の王子様で大邸宅に住んでいるようなことを言っていたが、その実フィリピンの実家は単なる掘っ建て小屋、水久保はこの婚家で日本人というより、当時差別のひどかった中国人の女中とみなされこき使われた。騙されたことに気づいた水久保は一年ともたずに逃げ出したが、その際、一児を残してきたと伝えられている。
帰国を果たした水久保だったが、度重なるトラブルを引き起こした彼女を起用しようという映画人はもはやおらず、業界から完全に追放される。その後は各地のダンスホールで踊り子をやったり、吉本興業のショーに参加するなどしていた。1941年、神戸でダンサーとして舞台に出ていたのを最後に消息不明となる。
なお、映画評論家の筈見恒夫は、戦時中満州で彼女を見かけたという。かつての初々しい少女が妖艶に変身していたと語った。
その筈見の語った通り、2008年に出版された「堀田善衛上海日記」（紅野謙介編）に李香蘭に言及した内容が記されており、その中に水久保のことも語られている。
1945年10月24日、この日記の筆者堀田善衛が、会田という知人が収容されている住宅を尋ね、夕食を一緒に食べ少し飲んだ時の話である。
以下引用
戦後帰国したが、フィリピンに残した子供が母親探しに来日した際には、名乗り出なかったと伝えられている。
なお、1968年9月29日号の『週刊アサヒ芸能』の「往年のスター150人の行方を追う」という特集には、東京・目黒在住で「ひっそりと暮らしているそう」という消息が掲載されている。
絶頂期の当時としては非常に都会的、現代的な顔つきで、和製のシルヴィア・シドニーとも呼ばれ、アイドル女優の走りともいうべき存在であった。マキノ正博や片岡千恵蔵が彼女のファンだったという。

## 出演作品

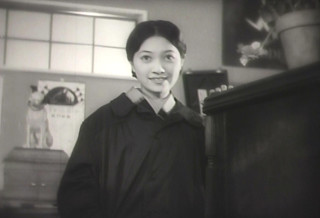
非常線の女（1933年）

- 『蝕める春』 : 1932年・松竹 - 三女・香澄 役
- 『嵐の中の処女』 : 1932年・松竹
- 『輝け日本女性』 : 1932年・松竹
- 『チョコレート・ガール』 : 1932年・松竹 - 美江子 役
- 『恋の東京』 : 1932年・松竹
- 『陸の若人』 : 1932年・松竹
- 『聖なる乳房』 : 1932年・松竹
- 『椿姫』 : 1932年・松竹
- 『花嫁の寝言』 : 1933年1月14日・松竹 - バーの女給 役
- 『涙の渡り鳥』 : 1933年・松竹
- 『恋ざんげ』 : 1933年・松竹
- 『君と別れて』 : 1933年4月1日・松竹 - 芸者・照菊 役
- 『非常線の女』 : 1933年4月27日・松竹 - 和子 役
- 『十九の春』 : 1933年・松竹
- 『与太者と脚線美』 : 1933年・松竹
- 『恋の勝敗』 : 1933年・松竹
- 『天竜下れば』 : 1933年・松竹 - 長田小夜子 役
- 『或る母の姿』 : 1933年・松竹
- 『いろはにほへど』 : 1933年・松竹

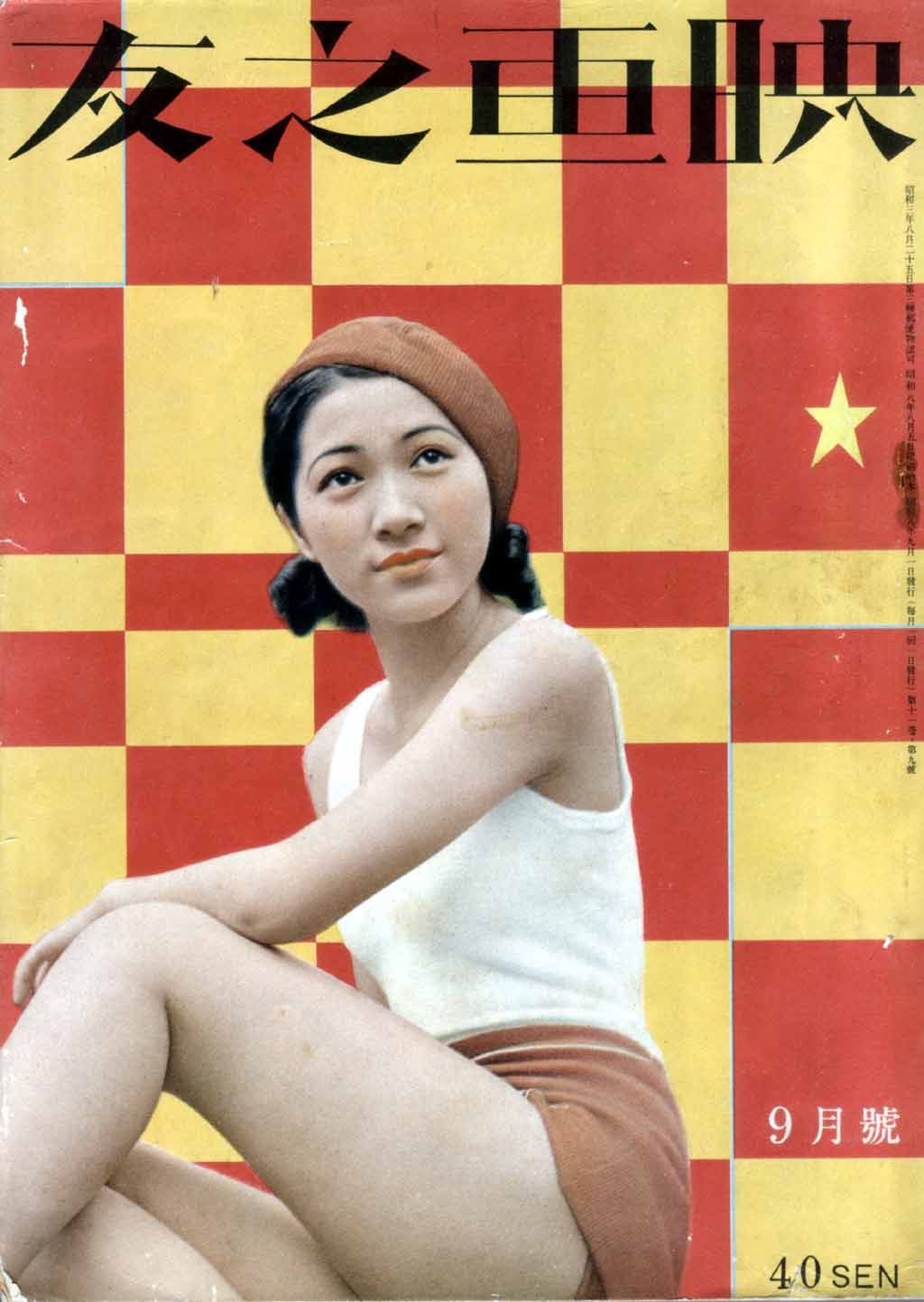
『映画の友』1933年9月号

- 『僕の丸髷』 : 1933年・松竹 - 梶原敏子 役
- 『東京音頭』 : 1933年・松竹
- 『大学の若旦那』 : 1933年11月1日・松竹 - 藤井みや子 役
- 『女学生と与太者』 : 1933年・松竹 - 北嶋和子 役
- 『ラッパと娘』 : 1933年・松竹
- 『初恋の春』 : 1933年・松竹
- 『女と生れたからにゃ』 : 1934年・松竹
- 『玄関番とお嬢さん』 : 1934年1月20日・松竹 - お嬢さん・島子 役
- 『さくら音頭』 : 1934年・松竹
- 『新月かつら川』 : 1934年・松竹 - からくりお芳 役
- 『月形半平太』 : 1934年・松竹 - 歌菊 役
- 『娘三人感激時代』 : 1934年・松竹
- 『若夫婦試験別居』 : 1934年・日活
- 『芸者三代記 昭和篇』 : 1934年・日活
- 『巌頭の処女』 : 1934年・日活
- 『愚連隊の歌』 : 1934年・日活 - 澄子 役
- 『わたしがお嫁に行ったなら』 : 1935年・日活 - 妻 役
- 『日像月像』 : 1935年・日活 - 外村静江 役
- 『三つの真珠』 : 1935年・日活 - 九頭龍征矢子 役
- 『海国大日本』 : 1935年・日活